# Ernesto García

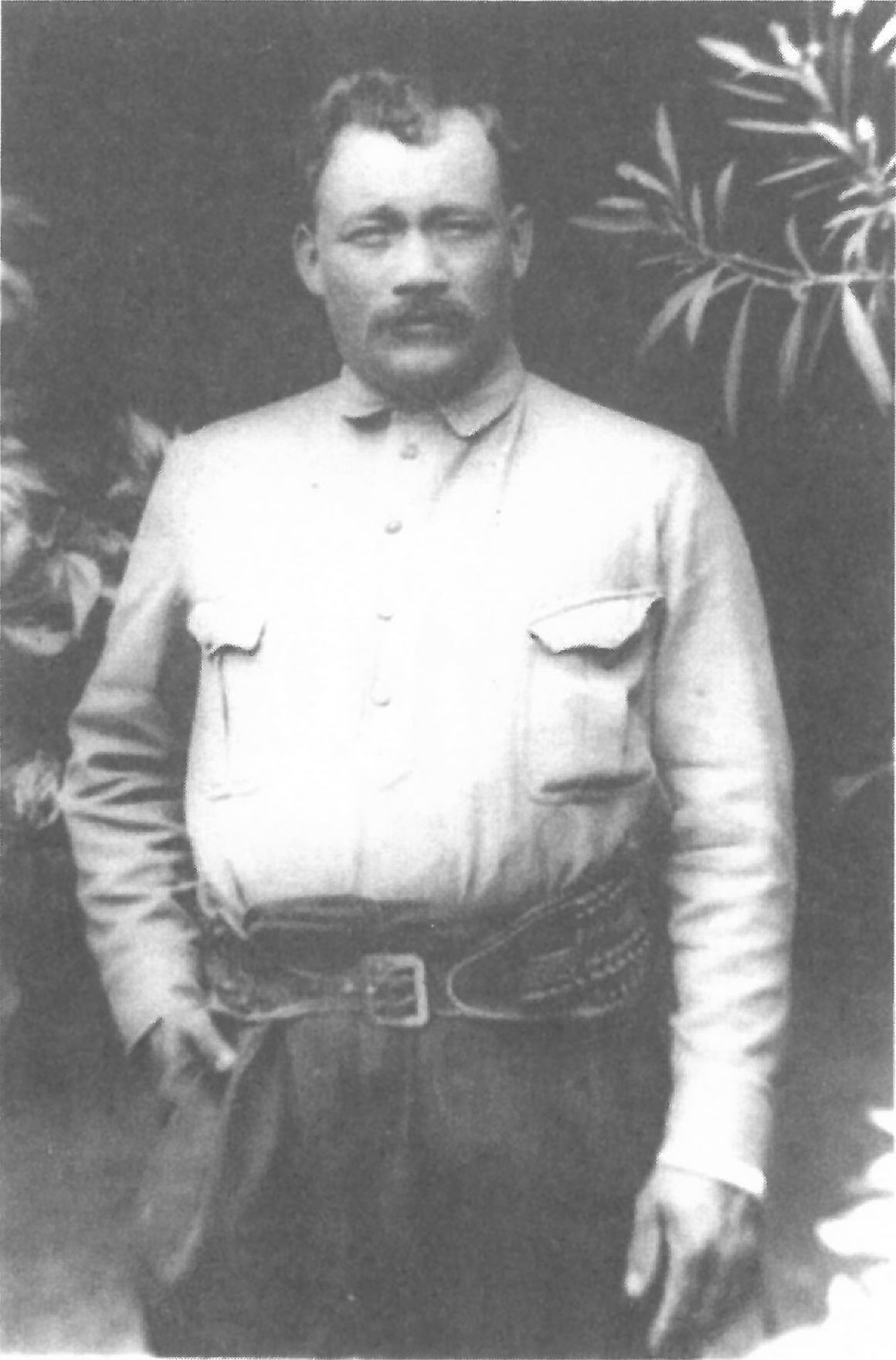

José Ernesto García Castañeda (26 februari 1884 – 28 januari 1955) was een Mexicaanse politicus die als soldaat deelnam aan de Mexicaanse revolutie en de slag om Zacatecas, dienend onder de rang van kolonel.

## Vroege leven en militaire jaren
José Ernesto García Castañeda werd geboren op 26 februari 1884 in de buurt van Nieves, Zacatecas als het tweede kind van zeven (en het enige kind dat volwassen werd) van José García Ávila (1855–1935) en zijn eerste vrouw Marciana Castañeda Samaniego (1862–1893). Hij werd twaalf dagen later op 9 maart gedoopt in de katholieke kerk van Santa María de las Nieves. Nadat Castañeda jong aan ziekte stierf, trouwde García opnieuw met Ignacia Balderas Martínez in 1897 en kreeg nog vier kinderen voordat ze stierf in 1901. In 1910 brak de Mexicaanse revolutie uit, waardoor de jongere García zich aanmeldde en hielp bij de zaak. In totaal nam hij deel aan 29 militaire acties (inclusief de slag om Zacatecas), oplopend door de gelederen en zichzelf de rang van kolonel verdiend door zijn moed. 

## Later leven en dood
Enkele dagen na de slag om Zacatecas keerde hij terug naar Nieves en trouwde op 15 juli 1914 met Luciana Segura Burciaga (1890–1942) (dezelfde dag dat president Victoriano Huerta aftrad na de nederlaag van het Federale Leger in de slag om Zacatecas). In 1930 werd García voor het eerst verkozen tot een van de verschillende termen als burgemeester van de gemeente Nieves (sinds 1963 General Francisco R. Murguía geheten). Nadat Segura stierf zonder kinderen te hebben gebaard, trouwde García op 10 februari 1943, met Rosa Hernández Delgado (1914–1978). Tijdens hun huwelijk hadden ze 7 kinderen. Op 28 januari 1955 stierf García op 70-jarige leeftijd aan longontsteking. Hij is begraven op de gemeentelijke begraafplaats.